# Cătălin Baciu
Cătălin Lucian Baciu (Cluj-Napoca, 26 agosto 1988) è un cestista rumeno.

## Carriera
Con la Romania ha disputato i Campionati europei del 2017.